# San Basilio
San Basilio (sardinsky: Santu 'Asìli 'e mònti) je italská obec (comune) v provincii Sud Sardegna v regionu Sardinie. Nachází se ve výšce 415 metrů nad mořem a má přibližně 1 100 obyvatel. Rozloha obce je 44,63 km².